# میر چاکر رند
میر چاکرخان رند یا چاکر اعظم (بلوچی: میرچاکر حان رند) یکی از شخصیت‌های تاریخی مردم بلوچ است که در ادبیات حماسی بلوچی جایگاهی ویژه پیدا کرده است. او در سال ۱۴۶۷ میلادی در آشال کولواه کیچ در مکران به دنیا آمد و در سال ۱۵۶۵ میلادی درگذشته است.

## اوایل زندگی
میر چاكر از نوادگان امیر جلال خان ناجی و فرزند مير شيهک خان رند بود كه مقام موروثی اميری قبيلۀ رند بلوچ در بلوچستان داشت. بر اساس اشعار او متولد ناحيۀ آشال در منطقۀ كولواه واقع در كيچ مكران بوده است. او در شانزده سالگی به همراه تعداد زيادی از مردم قبيلۀ رند از منطقۀ آشال کولواه مهاجرت كردند كه از ميان اين تعداد مردم اين قبيله در مناطق رند بلوچ‌نشين كولواه و مند و بلو واقع در مکران ماندند. از جمله مشهورترين افراد مير دگار بن مير يوسف رند جد شاخۀ دگارانی از قوم رند (معروف به رند دگارانی) است. آن‌ها سرانجام عازم منطقۀ كلات واقع در مکران شرقی شدند.

## دوران ولیعهدی
در آن زمان که خان کلات ، میر عمرخان میروانی از طایفه میروانی براهوئی به دست افراد طايفۀ جدگال كشته شد و خانیت كلات بدون حكمران ماند. نیروھای مير شيهک كه اين حادثه را فرصت مناسبی برای حكمرانی بر آن مملكت ديدند در چندين نبرد توانستند نيروهای جدگال را شكست دهند و مناطق وسيعی را تحت حكم مير شيهک خان درآورند؛ به‌طوری که او را بنیانگذار سلسله حاكمان رند بلوچ بر كلات و بخش عمده بلوچستان می‌دانند كه آغاز حكومت ايشان در سال ١٤٨٣ ميلادی بوده است. سرانجام نيروهای قوم رند توانستند طی جنگ‌های متوالی بر مناطق كچهی و دهادر و سيبی كه در آن هنگام تحت حكم سلسلۀ جام سمه پنجاب بود مسلط گردند. عده‌ای از تاریخ‌نگاران بر اين باورند كه جام نظام‌الدين آخرين حكمران اين سلسله مصادف و مقارن با هجوم لشکر میرچاکرخان بر آن وادی بوده است. به منظور تصرف آن وادی مير شيهک به ولیعهد خويش مأموريت داد تا همراه بقيۀ قبايل بلوچ با ترفند كوچ‌نشينی وارد كچهی شوند و به حاكم وقت بگويند برای تهيۀ مايحتاج دام‌هايشان به اينجا آمده و اندكی ديگر ميل بازگشت دارند. به اين ترتيب لشكری گران همراه با دام‌های اندک شمشير‌به‌دست عازم كچهی شدند تا سرزمينی جديد با دشت‌های سرسبز را استيلاء نموده و جولانگاه خود سازند. در دربار جام نظام‌الدين مير چاكر و سرداران قبايل مطيع او آمده و عرض خود را رساندند. حاكم سخنانشان را شنيد و خواست تا با مشاوران خود به مشورت بپردازد. سپس يكی از نزديكان حاكم سخنانشان را شنيد و خواست تا با مشاوران خود به مشورت بپردازد. يكی از مشاوران متوجه شد که آمدن این خاندان برای مايحتاج دام‌هايشان نيست بلكه اين حقه‌ای‌ست برای تصرف آن مملكت. حاكم كه ماجرا را شنيد و به اصل نيت نيروهای مير شيهک پی برد، به مير چاكر گفت در صورت اجازۀ خروج آنان بدون جنگ از كچهی شهر را تسليم آن خواهند كرد. او نيز پذيرفت و به اين ترتيب كچهی و ساير نواحی مطيع آن كه حاصلخيز و پر آب و علف بودند بدون هيچگونه نبردی به تصرف ایشان درآمد. اين احتلال و پیروزی جديد بدون جنگ توسط ولیعهد خان كلات جايگاه او را تثبيت نمود و لياقت مملكت‌داری خود را نشان داد. نكتۀ قابل توجه اين است كه فتح كچهی و ديگر نواحی مطيع آن در ايام حكم مير شيهک رنداتفاق افتاد و اين مهم‌ترين واقعۀ دوران حكمرانی او نیز بوده است. با وفات زودهنگام مير شيهک رند پس از اين وقايع پسر ارشدش به نام مير چاكر جانشين او شد.

## آغاز حکومت
در حدود سال ۱۴۸۰ تا ۱۴۸۳ مير چاكر رند اعظم روی كار آمد. او در اوايل حال خان كلات بود و با اضافه كردن كچهی و دهادر و سيبی طوايف بلوچ تابع او را در آن مكان جای داد مدت‌ها از تخت‌نشينی او گذشت كه سرانجام ۳۹ خاندان در ناحيۀ پنجاب به او اعلام وفاداری كردند و وی را بعد از مير شيهک خان اين ٣٩ خاندان دانستند.

## جنگ سی ساله با خاندان لاشاری
اين موضوع برای مدت‌ها مخفی ماند. تا آن‌كه رندها به نواحی داده‌شده به آن‌ها يعنی سنی و شوران اعتراض نمودند كه برخلاف گاجان و گنداوگ كه به خاندان لاشاری‌ها سپرده شده بود آب و علف نداشت. اين موضوع كوچک بود مدتی بعد زنی از خاندان دودایی به نام گوهری كه مالدار و ثروتمند بود به وادی لاشار كه تحت حكم مير گهرام بود آمد و از اين زن جوان و زيبا خواستگاری كرد. اما وقتی جواب رد شنيد عصبانی شد و دستور داد رمه‌های شتر وی را مورد حمله قرار دادند. به اين خاطر گوهری دودایی از لاشار كوچيده و به ناحيۀ كچهی و سیبی كه تحت حكم مير چاكر بود مسكن گزيد. از قضا مير چاكر رند مجذوب زيبایی او شد و همان کار مير گهرام را تكرار كرد و جوابی مانند او شنيد. از اين ماجرا بين خاندان لاشاری و عشاير وابسته به مير چاكر نفاق افتاد. 
در آخرين بار ريحان فرزند مير چاكر با رامين لاشاری فرزند مير گهرام مسابقۀ اسب‌دوانی گذاشتند و چون داوران از وابستگان مير ريحان بودند به نفع او رأی دادند. رامين عصبانی شد و پس از اين موضوع با دو اتفاق پيشين جنگی خانمان‌سوز برای مدت سی سال شروع شد. در يک طرف نبرد ۶۴ تيرۀ تابع مير چاكر خان اعم از بلوچ، پنجابی، سندی و افغان و در طرف ديگر ۳۹ تيرۀ تابع مير گهرام قرار داشتند. بيش از سی بار اين دو گروه با يكديگر نبرد كردند. آخرين بار در نبردی سهمگين مشهور به نلی نيروهای مير چاكر و متحدانش شكست سنگينی خوردند؛ به‌نحوی كه ارتش ايشان كاملا قتل‌عام شد. سرانجام مير چاكر به‌همراهی مير بجار عازم دربار هرات شد كه حاكمی از مغولان بر آن حكومت می كرد. در اين دربار حاكم از پذيرش اين دو نفر سرباز زد، اما سرانجام با وساطت مادرش حاضر به شنيدن درخواست جناب مكرانی شد. چون درخواست مير چاكر فراهم آوردن لشكری در اختيار او بود، حاكم هرات كمی نگران شد و گفت بايد هفت شرط مرا به‌جا آوری تا لشكر به تو بدهم. هفت شرط حاکم هرات را در قالب «هفت خوان چاكر» به‌صورت منظوم بر وزن شاهنامه به زبان بلوچی سروده‌اند که از حماسه‌های مردم بلوچستان به شمار می‌آید. پس از به جای آوردن اين شرايط، حاكم هرات لشكری مجهز از نيروهای مغول و پشتون در اختیار او گذاشت كه در عين حال مير چاكر كه كينۀ عظيمی بر خاندان لاشاری داشت با اين لشكريان از نيروهای غريبه به گنداوگ رفت. عده‌ای از افراد خاندان لاشاری به گاجان رفتند و عده‌ای همراه مير گهرام لاشاری به پنجاب متواری شدند. بدين ترتیب بين طرفين جنگی درگرفت و نقص تعداد افراد اين خاندان به شدت افزايش يافت و خان لاشاری توان ادامه جنگ را نداشت و پيروزی نصيب مير چاكر شد.

## فتحمولتان
پس از مدت‌ها میر چاکر به یاری دو تن از اولادش میر شیهک دوم و میر میران به مولتان حمله کردند و آن را به تصرف خود در آوردند و میر میران از جانب پدرش به حکم منطقۀ مولتان تعیین گردید.

## حمله بهدهلی
پس از سال‌ها مير چاكر دیگر پير و كهن‌سال شده بود. در اين هنگام سلطان همايون گوركانی مغول دومين پادشاه دهلی از سلسلۀ مغولان كبير به دست شیرشاه سوری از افغان‌ها شكست خورد و خلع شد. چون او آواره و دربه‌در گشت هر بار به جهت كمک به يكی از دربارها می‌آمد، اما كسی يارای کمک‌رسانی به او را نداشت. مدتی در دربار صفوی مهمان بود. چون به شرق ايران راه يافت، يكی از همسرانش يا همسر وزيرش، زنی از سكنۀ بلوچستان بود. چون او زبان بلوچی را به‌خوبی می‌دانست از اوضاع سياسی و نظامی این مملكت آگاه بود. او به جانب لطيف‌خان سنجری حاكم چاگی و نوشکی مراجعه كرد و با در ميان گذاشتن موضوع وی را به جانب مير چاكر كه حاكم مناطق كلات تا ناحيۀ مولتان بود. در همين زمان از سوی شيرشاه سوری به سردار سپاهش هيبت‌خان نيازی امر شده بود تا ملتان را به هر طريقی تصرف كند. به اين جهت او لشكری كشيده با مير شيهک و مير ميران فرزندان مير چاكر نبرد كرد كه سرانجام نيروهای مير چاكر در مولتان شكست عظيمی خوردند و هر دو فرزند او در آن جنگ كشته شدند. پس از اين‌كه مير چاكر از اين واقعه خبردار شد، به همايون‌شاه جواب مثبت داد، اما شرط گذاشت كه حكومت و جاگيرداری در ممالک پنجاب، مولتان و دهلی به اولاد وی اختصاص داده شود، و همايون نیز پذيرفت و حتی ايشان را نزد خود در مجاور پايتخت در مناطق بلوچ‌پوره و فرخ‌نگر حاكم كرد.

### فتح دهلی
با لشكركشی همایون به هند سرانجام دهلی فتح شد. در اين ميان پسر میر چاکر رند مير ميران نيز نقش داشت. با اين فتح عظيم همايون به مير چاكر لقب خان فاتح داد و لطيف‌خان سنجرانی حاكم چاگی و نوشکی لقب ملک‌خطی‌خان اعطا کرد. در جريان حمله به دهلی ايشان دچار كمبود آذوقه شدند. بدين منظور مير بخشوک كه ساكن ناحيۀ پنجاب بود بيش از پنج كشتی بزرگ گندم برای ارتش امپراتوری اعزام كرد و پس از استقرار همايون‌شاه در دهلی به او نيز مقام و منزلتی عظيم داد. مير بجار و مير عالی فرزندان مير چاكر به سرداری در خوشاب و حصار واقع در دهلی رسيدند. مير سپهدار پسر ديگر او نیز پس از وفات پدرش به حكومت در فرخ‌نگر و بلوچ‌پوره تعيين گرديد. عده‌ای ديگر نیز در پنجاب از نسل مير در ايه و منكيره به حكومت رسيدند. به اين ترتيب نوادگان مير چاكر در مناطق پنجاب و دهلی و مولتان به سرداری هر يک از نواحي تحت حكم گوركانيان رسیدند.

## عصیان و شورش خاندان رند دگارانی
از شاخه‌های معروف خاندان رند كه از ابتدای امر با مهاجرت به پنجاب مخالفت نمودند و در مقر امیران خاندان رند يعنی منطقۀ كولواه واقع در كيچ مكران ماندگار شدند، خاندان رند دگارانی هستند. اين خاندان دارای نفوذ سياسی و نظامی در بين قبايل بلوچ ساكن مكران بودند. اين خاندان پيش از اينكه نام دگارانی را برگزيدند به نام رند معروفيت داشتند و دارای موقعيت و مقام بزرگی بودند. بر اساس تاريخ منظوم قوم بلوچ در دفاتر حماسی خاندان جتویی، یکی از كارهای تحول‌برانگيز اين خاندان و مير محمد ايوب رند موسوم به مير دگار، انتخاب و انتصاب مير چاكر به عنوان سردار شاخه‌های رند بود که در آشال صورت گرفت. خاندان رند دگارانی اميران خاندان رند در منطقۀ مكران شدند و حكومت فقط در افراد اين خاندان انتقال یافت. پس از گذر سال‌ها و در عصر مير عبدالله فرزند ارشد مير آدينگ بن مير عالی بن مير دگار كه معاصر اواخر دوران مير چاكر است، او به‌شدت در اشعار خود به عقايد مذهبی و تصرفات شاخۀ چاكرانی نوادگان مير چاكر و خود او پرداخت و به دليل اينكه رند دگارانی جزو معدود خاندان‌هایی بودند كه به مذهب اهل سنت بودند، بر خلاف شاخۀ چاكرانی رند به افرادی همچون عمر و خلافت امويان اعتزاز داشتند. اين خاندان در اشعار خود به اصالت خانوادگی خود افتخار می‌كردند و این بر خلاف خاندان چاكرانی بود، به نحوی كه وصلت‌های اين خاندان در حدود ششصد سال فقط بين افراد همان شاخه بوده و با بقيۀ عشاير و قبايل وصلتی نداشتند. 
| چاكر ترا يادی كهنان      |  | تئی چوک ءان دِرذاتی هيال كپان      |
| وهدی تئی نام گر ءِن       |  | اش منتگين هندگ گِدان               |
| اگاه ءِ تئه لنجين شپ ءان  |  | عمر فاروق گرانی ءُ واجهين حكمت ءان |
| وهدی كه علی ءِ نام گر ءِنت |  | زر بلاء دهادر چه واری رِط ءِنت      |

كه سرانجام مجموعه هجاهای بيش از حد بين دو خاندان چاكرانی رند به نام مناطق دهادر و سيبی و خاندان رند دگارانی به نام مناطق كولواه مند و بلو آغاز شد و در اشعارشان به عيب‌های یکدیگر می‌پرداختند و این آغاز تفرقۀ بين خاندان رند بود که از همين اشعار آغاز شد.

## داستان فتنه شیخ گهتی
يكی از افرادی كه دائم در مجلس مير چاكر شركت می‌کرد و دارای مرتبه وزير و مشاور بود شيخ گهتی نام داشت. او يكی از مروجين تشيع در پنجاب بود كه به زهد و حكم نيز شناخته می‌شد. دستور حملات پشت سر هم به خاندان لاشاری توسط او داده می‌شد. برخی افراد گمان کرده‌اند که خاندان چاکر سردار چتوسط شيخ گهتی اداره می‌شد و به او تهمت‌هایی از قبيل سحر كردن مير چاكر زده بودند. وقتی آشوب‌‌ها و تحركات گروه‌های مخالف شروع به ظاهر شدن و شدت گرفتن كرد، مير چاكر دستور داد كه اگر تار مویی از شيخ گهتی کم شود اولين ملامت را سر افراد خاندان خود می‌دهد. به گمان برخی از افراد خاندان چاكر به شيخ گهتی و خاندان او بيش از حد امتياز می‌داد، به‌طوری كه نفوذ آنان سبب شد كه افرادی از خاندان رند مانند باهد سوم را به دليل اسائه‌ای كه به شيخ گهتی كرد به قتل برساند. اين موضوع و مسائل ديگر خشم مردم در مناطق مختلف پنجاب و سند و مكران را برانگيخت. كشته شدن باهد سوم نقطۀ عطفی در تاريخ خاندان رند بود كه سبب شد يكپارچگی سياسی و وحدت مذهبی ميان افراد خاندان از بين برود و انشقاق‌ها و جنگ‌های داخلی بين آنان شروع شود. بيبگر چهارم فرزند باهد سوم از جمله كسانی بود كه شورش را بر عليه مير چاكر شروع كرد و افراد حامی او از خاندان‌های پهژ و بهاراتی بودند. وی در كمين شيخ گهتی و زن و فرزند او بود و سرانجام آن‌ها را به قتل رساند و پنجاب را ترک نمود و همراه عده‌ای از همراهانش به خضدار مهاجرت نمود.

## مرگ
سرانجام میر چاکر در سن ۸۵ سالگی (و یا ۹۳ سالگی) درگذشت. او را در مقبره‌ای واقع در ستگهر (satghara) از توابع متنمگری پنجاب دفن کردند. با رفتن میر چاکر از کلات جانشین او مندو پهژ شد که نوادگان او با نام خاندان مندوانی مشهور اند.

## خانواده
با وجود اينكه میر چاکر از منطقۀ كيچ مكران به نواحی پنجاب و مولتان مهاجرت كرد، تمام نسل و عقبۀ او در آنجا ماندند.
فرزندان میر چاکر:
- مير شهداد: بزرگ‌ترين فرزند مير چاكر بود كه در مولتان او را با لقب ميرزا می‌شناختند. در تاريخ فرشته از او ياد شده است كه به همراه پدرش از سيبی به مولتان آمدند.[۱۷] نظام‌الدين بخشی در تاريخ خود آورده وی اولين مروج مذهب تشيع در مولتان بوده است.[۱۸] مير شهداد دو پسر به نام‌های مير نصرت و مير ميران داشت. در دورۀ مهاجرت مير شهداد به مولتان يكی از پسران به نام مير نصرت در قلعۀ سيبی ماندگار شد. فرزندان مير ميران در مولتان با نام قبيلۀ ميرانی و گروهی در احمد پور سيال واقع در جهنگ به نام عالمانی رند معروف هستند.

- مير شيهک: در يكی از جنگ‌های رند و لاشار کشته شد و نسلی ندارد.

- مير شهزاد: وی از معدود فرزندان مير چاكر بود كه در دهلی مستقر شد و مناطق وسيعی را تحت حكم و اختيار خود گذاشت. برخی از تاریخ‌نگاران شهزاد را همان شهداد پنداشته‌اند. در حالی كه ميرزا شهداد در مولتان و پنجاب بوده و امروزه اولاد وی در دو ناحیۀ پنجاب و ملتان ساكن‌اند. اما مير شهزاد در دهلی بوده و نسل و اعقاب او در آنجا زندگی می‌کنند. وی دارای یک پسر به نام ملک دانا بوده است.

- مير رستم: يكی از اولاد مير چاكر كه فرزندانش جمعيت اندكی دارند به نام گادهی در قبيلۀ مزاری داخل شدند كه در حال حاضر ساكن منطقۀ كماليه پنجاب هستند. مير رستم دارای یک فرزند به نام مير جهان خان بود که جد اعظم قبيلۀ گادهی مزاری بوده است.

- مير الله‌داد: پس از ورود مير چاكر خان به دهلی و سلطنت مجدد همايون مغول مطابق وعدۀ او به بلوچ‌ها مناطق وسيع و حاصل‌خيزی در دهلی، پنجاب و ملتان داده شد که فرزندان مير چاكر در اطراف دهلی ساكن شدند. از جمله مير الله‌داد پسر مير چاكر كه سرداری لايق و شجاع بود كه جد قبيلۀ چاكرانی در هند به شمار می‌آید. سردار بابو چاكرانی از اولاد شش نسل بعد اوست که فردی نامدار بوده كه او را به عنوان بزرگ‌ترين زمين‌دار منطقۀ خرم‌پور می‌شناسند و چندين جاگير بزرگ و دهات فراوان را آباد كرده است. مير الله‌داد دارای سه فرزند با نام‌های مير الله‌يار اول، ملک رنگا و مير محمود بوده كه نسل‌شان در مناطق مختلف دهلی زندگی می‌کنند.

- مير باقر: از جمله پسران مير چاكر بود كه همراه ساير برادرانش در هند ماندگار شدند و به مقام جاگيرداری نائل آمدند. وی را همچنين حاكم منطقۀ متهيرا می‌دانند. اولاد وی با نام قبيلۀ باقرانی بلوچ در شاهپور ساكن‌اند. وی دارای پنج فرزند با نام‌های مير شيرخان اول، مير بهلول، مير بازخان، مير شهباز و مير ناهر بوده است.[۱۹]